# Biomusicología
La biomusicología es el estudio de la música desde el punto de vista biológico. El término fue acuñado por Nils L. Wallin en 1991 para incluir varias ramas de la psicología de la música y la musicología, incluyendo la musicología evolucionaria, neuromusicología, y la etnomusicología.
La musicología evolucionaria estudia "los orígenes de la música, la interrogante de las canciones animales", y "la evolución de la música y los humanos". La neuromusicología estudia "las áreas del cerebro involucradas en el procesado, neural y congnitivo de la música", y la "ontogenia de la capacidad musical y las habilidades musicales". La etnomusicología estudia "las funciones y usos de la música, las ventajas y costos de la creación de la música", y "las características universales de los sistemas musicales y el comportamiento musical".
La biomusicología aplicada "intenta proveer conocimientos biológicos sobre cosas como los usos terapéuticos de la música en el tratamiénto médico y psicológico; el uso extendido de la música en los medios audiovisuales como películas y programas de televisión; el uso ominpresente de la música en lugares públicos y su rol al influenciar el comportamiento de las masas; y el potencial uso de la música como apoyo académico".
Mientras que la biomusicología trata la  música en los humanos, la zoomusicología extiende el campo a otras especies.